# Pandemrix

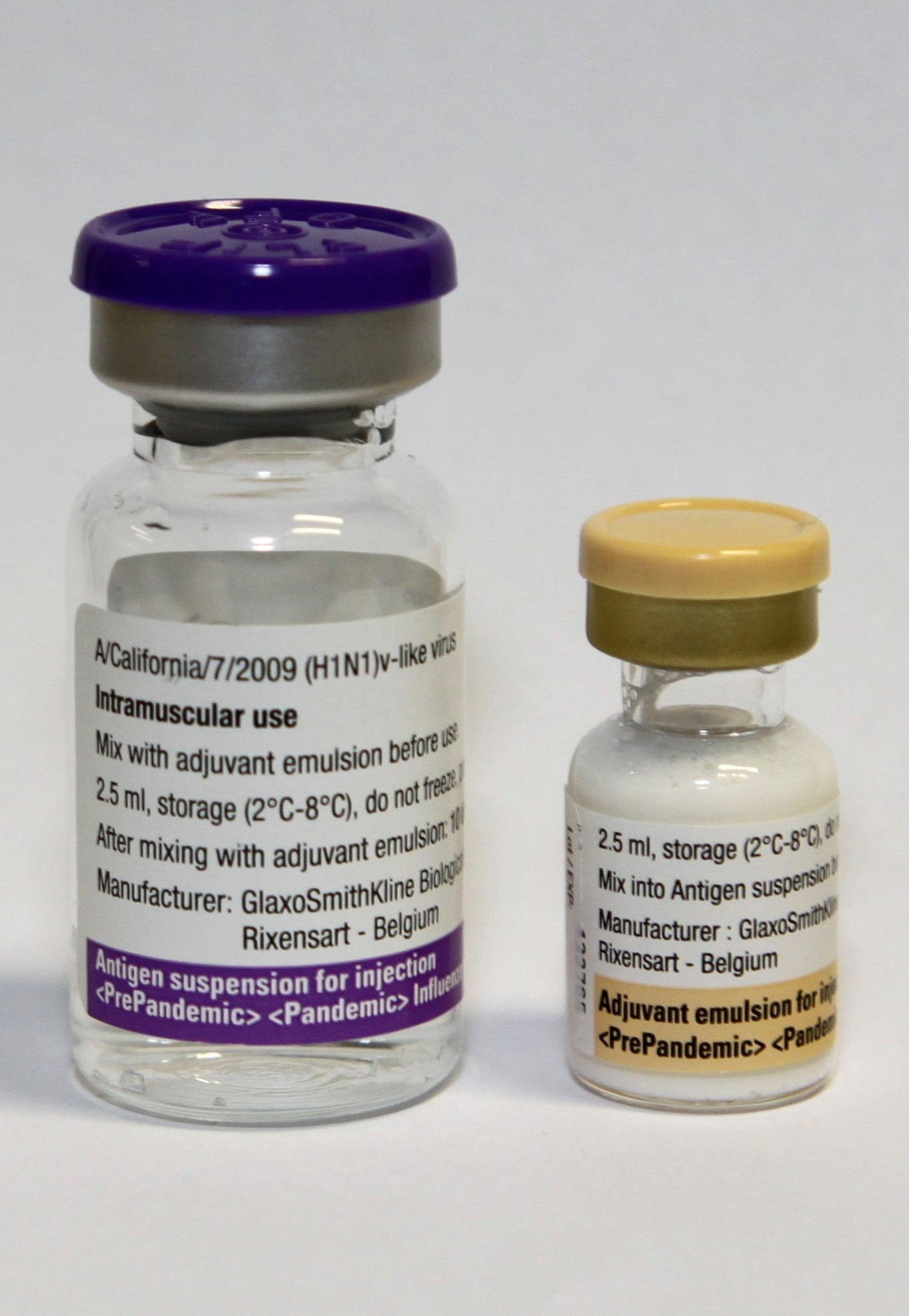
Pandemrix: ampullen med lila lock innehåller antigenlösningen, medan adjuvanten förvaras separat i den mindre ampullen.

Pandemrix är ett vaccin som användes under H1N1-utbrottet 2009, alltså utbrottet av den så kallade svininfluensan. Pandemrix tillverkas av läkemedelsbolaget Glaxo Smith Kline och godkändes för användning inom Europeiska unionen av Europeiska kommissionen den 29 september 2009.
Mycket vanliga biverkningar av vaccinet är bland annat smärta, rodnad, svullnad eller lokal förhårdnad vid injektionsstället, huvudvärk, trötthet, feber, muskelvärk och ledvärk. Mer sällsynta biverkningar inkluderar allergiska reaktioner, narkolepsi och Guillain-Barres syndrom.
Pandemrix innehåller en adjuvans för att ge en kraftigare immunförsvarsrespons. I denna ingår skvalen, DL-α-tokoferol och polysorbat 80. Pandemrix innehåller även kvicksilverföreningen tiomersal som konserveringsmedel.

## Användning under H1N1-utbrottet 2009 i Sverige
Vaccinationerna med Pandemrix mot H1N1-utbrottet 2009 startade i Sverige den 10 oktober 2009. Fram till den 16 april 2010 hade cirka 10 miljoner doser vaccin levererats till Sverige. Smittskyddsinstitutet (SMI) uppgav att cirka 6,1 miljoner doser använts fram till den tidpunkten. Hälso- och sjukvården hade under perioden skickat in cirka 2 150 biverkningsrapporter och genom konsumentrapporteringen, hade Läkemedelsverket fått in cirka 2 230 rapporter.

## Narkolepsi
Sommaren 2010 kom misstankar i Sverige och Finland om att Pandemrix orsakar narkolepsi. Detta bekräftades av Läkemedelsverket 2011 som i en studie konstaterade att: "Narkolepsi är fyra gånger vanligare bland barn som vaccinerats med Pandemrix".
Hösten 2012 hade 210 fall av vaccinrelaterad narkolepsi i Sverige anmälts till läkemedelsförsäkringen.
I samband med vaccinet Arepanrix som användes i Kanada såg man ingen ökning av narkolepsifallen. Arepanrix innehöll samma adjuvans, vilket gör att vissa forskare misstänker att orsaken är någon annan del av vaccinet.
Socialstyrelsen har ändrat rekommendationerna till att inte ge vaccinet till personer under 18 år efter att Pandemrix på EU-nivå förlorat sin behandlingsrekommendation för ungdomar och barn.
- Se även: Prototypvaccin